# Gesine Szurman
Gesine Bettina Szurman, z domu Jaissle – niemiecka okulistka; specjalizuje się w strabologii oraz rekonstrukcyjno-plastycznej chirurgii powiek. Profesor w klinice okulistyki w Sulzbach/Saar (niem. Augenklinik Sulzbach).

## Życiorys

### Studia i doktorat
Medycynę studiowała na Uniwersytecie w Tybindze (1990–1998). Roczną praktykę lekarską (1998–1999) odbyła na oddziale neurookulistyki i patofizjologii widzenia tybińskiej kliniki okulistycznej (niem. Universitäts-Augenklinik). Pracę doktorską pt. Diagnostik von Funktion und Morphologie der Retina am Beispiel des Mausmodells für die Chorioideremie, przygotowaną pod kierunkiem prof. Eberharta Zrennera, obroniła na macierzystej uczelni w 2000 roku. 

### Kariera i awanse
W tybińskiej klinice pracowała najpierw na stanowisku lekarza-asystenta (1999–2005). Po uzyskaniu w 2004 specjalizacji z okulistyki, awansowała na pozycję Oberärztin: najpierw na oddziale schorzeń przedniego odcinka oka (2005–2007), następnie na oddziale operacji okołogałkowych, zaburzeń ruchu gałki oraz okulistyki dziecięcej (2007-2011). 
Habilitowała się w 2011 na podstawie rozprawy pt. Mausmodelle für retinale Erkrankungen: Charakterisierung, Analyse von Pathomechanismen und therapeutischer Wirknachweis. 
Od 2016 pracuje na stanowisku Oberärztin w klinice okulistyki w Sulzbach/Saar, której kierownikiem jest jej mąż – Peter Szurman.

### Publikacje
Jest autorką i współautorką prac publikowanych w wiodących czasopismach okulistycznych, m.in. w „Graefe's Archive for Clinical and Experimental Ophthalmology", „Acta Ophthalmologica", „Der Ophthalmologe", „Retina", „Experimental Eye Research", „Klinische Monatsblätter für Augenheilkunde", „Investigative Ophthalmology & Visual Science" oraz „British Journal of Ophthalmology".

### Członkostwa
Należy do szeregu towarzystw okulistycznych: Niemieckiego Towarzystwa Okulistycznego (Deutsche Ophthalmologische Gesellschaft, DOG), Association for Research in Vision and Ophthalmology (ARVO), Amerykańskiego Towarzystwa Chirurgii Zaćmy i Chirurgii Refrakcyjnej (American Society of Cataract and Refractive Surgery, ASCRS), Amerykańskiej Akademii Okulistyki (American Academy of Ophthalmology, AAO) oraz Międzynarodowego Towarzystwa Klinicznej Elektrofizjologii Widzenia (International Society for Clinical Electrophysiology of Vision, ISCEV).